# Rachid Hamdani
Rachid Hamdani est un footballeur international marocain, né le 8 avril 1985 à Toul.. C'est un international marocain Olympique (-23 ans), il a cependant déjà été sélectionné avec l'Équipe nationale A par M'hamed Fakhir.

## Statistiques
| Matches internationaux de Rachid Hamdani | Matches internationaux de Rachid Hamdani | Matches internationaux de Rachid Hamdani              | Matches internationaux de Rachid Hamdani | Matches internationaux de Rachid Hamdani | Matches internationaux de Rachid Hamdani | Matches internationaux de Rachid Hamdani | Matches internationaux de Rachid Hamdani |
| 0                                        | Date                                     | Lieu                                                  | Adversaire                               | Score                                    | Résultats                                | Compétitions                             |                                          |
| ---------------------------------------- | ---------------------------------------- | ----------------------------------------------------- | ---------------------------------------- | ---------------------------------------- | ---------------------------------------- | ---------------------------------------- | ---------------------------------------- |
| 1                                        | 31 mai 2008                              | Stade Mohammed-V, Casablanca, Maroc                   | Éthiopie                                 | —                                        | 3-0                                      | Éliminatoires Coupe du monde 2010        |                                          |
| 2                                        | 7 juin 2008                              | Stade olympique de Nouakchott, Nouakchott, Mauritanie | Mauritanie                               | —                                        | 1-4                                      | Éliminatoires Coupe du monde 2010        |                                          |

## Carrière
- 2004-2006 : AS Nancy
  - 2005-2006 : US Raon-l'Étape (prêt)
- 2005-2008 : AS Nancy (Ligue 1)
  - 2007-2008 : Clermont Foot (prêt)
- 2008-2011 : Clermont Foot
- depuis 2011 : Apollon Limassol F.C[1],[2]